# HMS Hasty (H24)
HMS Hasty byl britský torpédoborec třídy G a H, který sloužil u Royal Navy během druhé světové války.

## Stavba
Stavba začala 15. dubna 1935 v loděnici William Denny, Brothers and Company, Limited v Dumbartonu ve Skotsku. Na vodu byl spuštěn 5. května 1936 a do služby byl přijat 11. listopadu 1936.

## Operační služba
- Účastnil se v červenci 1940 bitvy u Punta Stilo.
- Účastnil se v červenci 1940 bitvy u mysu Spatha.
- Účastnil se v březnu 1941 bitvy u mysu Matapan.
- Účastnil se v dubnu 1941 evakuace Řecka.
- Účastnil se v prosinci 1941 první bitvy u Syrty.
- 23. prosince 1941 spolu s torpédoborcem HMS Hotspur potopily severně od Solumu německou ponorku U-79.
- Účastnil se v březnu 1942 druhé bitvy u Syrty.
- 15. června 1942 doprovázel konvoj z Alexandrie na Maltu (operace Vigorous). Jihovýchodně od Kréty byl potopen torpédem z německého rychlého člunu S-55.